# Manzat communauté
La communauté de communes Manzat communauté est une ancienne structure intercommunale française, située dans le département du Puy-de-Dôme, en région Auvergne-Rhône-Alpes.

## Historique
La communauté de communes a été créée le 22 décembre 1997, avec six communes : Charbonnières-les-Vieilles, Loubeyrat, Manzat, Queuille, Saint-Angel et Vitrac. Les communes des Ancizes-Comps et de Saint-Georges-de-Mons ont intégré Manzat Communauté le 1er janvier 2010. La structure intercommunale « se substitue au SIVU de Manzat et au SIVOM Les Ancizes-Comps/[Saint-]Georges-de-Mons », lesquels sont dissous,. Par ailleurs, Châteauneuf-les-Bains a intégré Manzat Communauté fin 2012. Celle-ci faisait alors partie de la communauté de communes Cœur de Combrailles,.
Le projet de schéma départemental de coopération intercommunale (SDCI) du Puy-de-Dôme, dévoilé le 5 octobre 2015, proposait la fusion avec les communes de la communauté de communes du Pays de Menat situées à l'est de la Sioule et la communauté de communes des Côtes de Combrailles. La fusion de ces trois intercommunalités permettra la création d'une structure de 29 communes, dont 22 en zone de montagne, pour une population de 18 500 habitants.
Adopté en mars 2016, le SDCI confirme ce périmètre. Cette fusion est confirmée par un arrêté préfectoral du 19 décembre 2016, rectifié par un autre arrêté du 22 ; la nouvelle structure intercommunale prend le nom de « Communauté de communes Combrailles Sioule et Morge ».

## Territoire communautaire

### Géographie
Manzat communauté est située au nord du département du Puy-de-Dôme.
Avant la réforme intercommunale (adoption du schéma départemental de coopération intercommunale en 2016), elle jouxtait les communautés de communes du Pays de Menat au nord, Côtes de Combrailles à l'est-nord-est, Volvic Sources et Volcans au sud-est, Pontgibaud Sioule et Volcans au sud-ouest, Haute Combraille à l'ouest-sud-ouest et Cœur de Combrailles à l'ouest.
Le territoire communautaire est desservi principalement par les routes départementales 19 (liaison de Pontaumur à Combronde par Les Ancizes-Comps, Saint-Georges-de-Mons, Manzat et Charbonnières-les-Vieilles) et 227 (liaison de Saint-Gervais-d'Auvergne à Riom), cette dernière permettant un accès autoroutier à Manzat par l'autoroute A89 (échangeur 27).

### Composition
Elle est composée des communes suivantes :
| Nom                        | Code Insee | Gentilé       | Superficie (km2) | Population (dernière pop. légale) | Densité (hab./km2) |
| -------------------------- | ---------- | ------------- | ---------------- | --------------------------------- | ------------------ |
| Manzat (siège)             | 63206      | Manzatois     | 39,06            | 1 351 (2014)                      | 35                 |
| Les Ancizes-Comps          | 63004      | Ancizois      | 21,20            | 1 606 (2014)                      | 76                 |
| Charbonnières-les-Vieilles | 63093      |               | 32,62            | 1 052 (2014)                      | 32                 |
| Châteauneuf-les-Bains      | 63100      | Castelneuvois | 16,92            | 291 (2014)                        | 17                 |
| Loubeyrat                  | 63198      | Boiratoux     | 23,93            | 1 207 (2014)                      | 50                 |
| Queuille                   | 63294      | Queuillants   | 10,03            | 265 (2014)                        | 26                 |
| Saint-Angel                | 63318      |               | 17,89            | 404 (2014)                        | 23                 |
| Saint-Georges-de-Mons      | 63349      |               | 34,15            | 2 019 (2014)                      | 59                 |
| Vitrac                     | 63464      |               | 13,23            | 339 (2014)                        | 26                 |

### Démographie
| 1968  | 1975  | 1982  | 1990  | 1999  | 2008  | 2013  |
| ----- | ----- | ----- | ----- | ----- | ----- | ----- |
| 8 690 | 8 530 | 8 839 | 8 629 | 8 299 | 8 532 | 8 569 |

## Administration

### Siège
Le siège de la communauté de communes est situé à Manzat.

### Les élus
La communauté de communes est gérée par un conseil communautaire composé de 28 membres représentant chacune des communes membres.
Avant modification par délibération communautaire, le conseil comprenait 29 délégués et deux suppléants par commune :
| Nombre de délégués        | Seuils de population      | Communes                                             |
| ------------------------- | ------------------------- | ---------------------------------------------------- |
| 8 délégués + 2 suppléants | plus de 5 000 hab.        |                                                      |
| 7 délégués + 2 suppléants | entre 2 501 et 5 000 hab. |                                                      |
| 6 délégués + 2 suppléants | entre 1 501 et 2 500 hab. | Les Ancizes-Comps, Saint-Georges-de-Mons             |
| 4 délégués + 2 suppléants | entre 1 001 et 1 500 hab. | Loubeyrat, Manzat                                    |
| 3 délégués + 2 suppléants | entre 501 et 1 000 hab.   | Charbonnières-les-Vieilles                           |
| 2 délégués + 2 suppléants | moins de 500 hab.         | Châteauneuf-les-Bains, Queuille, Saint-Angel, Vitrac |

Par ladite délibération communautaire, confirmée par un arrêté préfectoral, cette répartition est la suivante :
| Nombre de délégués | Communes                                             |
| ------------------ | ---------------------------------------------------- |
| 6                  | Saint-Georges-de-Mons                                |
| 5                  | Les Ancizes-Comps                                    |
| 3                  | Charbonnières-les-Vieilles, Loubeyrat, Manzat        |
| 2                  | Châteauneuf-les-Bains, Queuille, Saint-Angel, Vitrac |

### Présidence
Le conseil communautaire du 17 avril 2014 a élu son président, Jean-Marie Mouchard, et désigné ses quatre vice-présidents qui sont : Jean-Pierre Lannareix, José Da Silva, Didier Manuby et Franck Baly.

### Compétences
L'intercommunalité exerce des compétences qui lui sont déléguées par les communes membres.
Les deux compétences obligatoires exercées par toute communauté de communes sont les suivantes :
- aménagement de l'espace :
  - élaboration des schémas de cohérence territoriale (compétence déléguée au syndicat mixte d'aménagement et de développement, SMAD, des Combrailles[Off 2]) et de secteur,
  - élaboration d'un schéma directeur de développement durable, solidaire et équitable du territoire,
  - zones d'aménagement concerté (ZAC de Queuille et toutes créations postérieures à 2010),
  - constitution de réserves foncières,
  - système d'information géographique,
  - politique de pays (SMAD[Off 2]) ;
- développement économique :
  - création, réalisation, gestion des zones d'activité d'intérêt communautaire (et promotion), des bâtiments relais et des multiples ruraux (postérieurs à 2010),
  - développement touristique : accueil, information, promotion (SMAD[Off 2]), aménagement et gestion de sites touristiques naturels (dont le gour de Tazenat et le méandre de la Sioule), réflexion/création/promotion/entretien de sentiers de randonnée et de sentiers thématiques, actions de développement touristique (SMAD[Off 2]) et politique de fleurissement,
  - développement éolien (création, aménagement et gestion de zones de développement de l'éolien),
  - appui aux initiatives locales d'intérêt communautaire,
  - actions de soutien à des initiatives de développement économique et touristique.

En outre, elle exerce huit compétences optionnelles :
- action sociale d'intérêt communautaire (gestion d'EHPAD à Manzat et aux Ancizes-Comps, aide à domicile, etc.) ;
- politique en faveur de l'enfance et de la jeunesse, entre zéro et vingt-cinq ans ;
- actions culturelles ;
- politique du logement et du cadre de vie ;
- actions sportives ;
- protection et mise en valeur de l'environnement (comprenant entre autres l'élimination et la valorisation des déchets ménagers, déléguée aux syndicats du Bois de l'Aumône pour les communes « fondatrices » de la structure intercommunale, ou au SICTOM de Pontaumur-Pontgibaud pour les communes des Ancizes-Comps et de Saint-Georges-de-Mons[Off 2]) ;
- transports ;
- voirie d'intérêt communautaire.

### Régime fiscal et budget
La communauté de communes applique la fiscalité professionnelle unique. Elle possède un potentiel fiscal de 295,30 euros par habitant, supérieur à la moyenne des autres communautés de communes du département, s'élevant à 198,51 euros.
Les taux d'imposition votés en 2015 sont les suivants : taxe d'habitation 9,98 %, foncier bâti 2,53 %, foncier non bâti 30,78 %, cotisation foncière des entreprises 23,55 %.

### Site officiel
1. 1 2 3  « Statuts » [PDF], 17 avril 2014 (consulté le 21 mars 2016).
2. 1 2 3 4 5 6 7  « Historique » (consulté le 22 mars 2016).
3. ↑  « Extrait du registre des comptes rendus du conseil communautaire - Séance du 17 avril 2014 » [PDF] (consulté le 22 mars 2016).

### Autres sources
1. 1 2 3 4  « Projet de schéma départemental de coopération intercommunale (SDCI) - Département du Puy-de-Dôme » [PDF], Préfecture du Puy-de-Dôme, octobre 2015 (consulté le 7 janvier 2016).
2. ↑  « ARRÊTÉ no 12/02573 du 28 décembre 2012 autorisant l'extension du périmètre de la communauté de communes « Manzat Communauté » à la commune de Châteauneuf les Bains et portant retrait de cette dernière de la communauté de communes « Coeur de Combrailles » » [PDF], Recueil des actes administratifs no 2013-1, Préfecture du Puy-de-Dôme, 9 janvier 2013 (consulté le 25 février 2017), p. 8.
3. ↑  « Schéma départemental de coopération intercommunale (SDCI) – Département du Puy-de-Dôme » [PDF], Préfecture du Puy-de-Dôme, 30 mars 2016 (consulté le 7 juillet 2016).
4. ↑  Arrêté no 16-02965 du 19 décembre 2016 « prononçant la fusion des communautés de communes « Côtes de Combrailles » et « Manzat Communauté » étendue aux communes de : Blot L'Église, Lisseuil, Marcillat, Saint-Gal-sur-Sioule, Saint-Pardoux, Saint-Quintin-sur-Sioule, Saint-Rémy de Blot et Pouzol […] à compter du 1er janvier 2017 », et arrêté rectificatif no 16-02982 du 22 décembre 2016, parus au recueil des actes administratifs no 63-2016-065 [PDF], Préfecture du Puy-de-Dôme, 23 décembre 2016 (consulté le 23 décembre 2016), p. 127-139 et 143-145.
5. 1 2  Carte de la communauté de communes et des structures intercommunales voisines sur Géoportail.
6. ↑  « Séries historiques des résultats du recensement - EPCI de La CC Manzat Communauté (246300834) », INSEE (consulté le 7 juillet 2016).
7. ↑  Direction des collectivités territoriales et de l'environnement - Bureau du contrôle et de la légalité - Intercommunalité, « ARRÊTÉ no 13/01887 du 27 septembre 2013 constatant le nombre total de sièges que comptera l'organe délibérant de la communauté de communes « Manzat-Communauté » ainsi que celui attribué à chaque commune membre lors du prochain renouvellement général des conseils municipaux » [PDF], Recueil des actes administratifs 2013-71, Préfecture du Puy-de-Dôme, 8 octobre 2013 (consulté le 21 mars 2016), p. 3673-3674 (6-7 sur le PDF).

### Sources
- « CC Manzat Communauté » dans la base nationale sur l'intercommunalité